# Ordre de l'Étoile d'Éthiopie
L'ordre de l'Étoile d'Éthiopie a été créé en tant qu'ordre de chevalerie de l'Empire éthiopien, fondé par le négus de Choa puis empereur d'Éthiopie Menelik II en 1884-1885. Il est actuellement attribué par le Conseil de la couronne d'Éthiopie en tant qu'ordre dynastique.
L'ordre a été créé dans le but d'honorer les fonctionnaires civils et militaires étrangers et nationaux et les personnes qui ont servi le pays, et a été considéré comme le cinquième ordre de rang de l'Empire éthiopien aux côtés de l'ordre de Menelik II.

## Récipiendaires (sélection)
- Abbas II Hilmi, dernier khédive d’Égypte.
- Giacomo Acerbo
- Kenneth Arthur Noel Anderson
- Leonid Artamonov (en)
- Amha Selassie
- Fidel Castro
- Jens Dunker (en)
- Carl August Ehrensvärd
- Vladimir Frederiks (Woldemar Freedricks)
- George VI
- Edward Gleichen
- David Glinsky (be)
- Paul Hymans
- Kigeli V
- Piotr Krasnov
- Alexeï Kouropatkine
- Yngve Larsson
- Émile Loubet
- Mary de Teck, reine consort du Royaume-Uni et impératrice des Indes.
- Mihai Tican Rumano (1893-1967), écrivain voyageur roumain.
- Sergeï Witte

## Littérature
- Honneur & Gloire. Les trésors de la collection Spada, Paris : Musée national de la Légion d'honneur et des ordres de chevalerie, 2008, p. 354–355.
- « Ethiopian Imperial Orders » i Guy Stair Sainty og Rafal Heydel-Mankoo, World Orders of Knighthood and Merit, andre bind, Buckingham : Burke's Peerage, 2006, p. 779–781.
- Gregor Gatscher-Riedl, Die Orden des äthiopischen Kaiserreichs und der salomonidischen Dynastie, in: Zeitschrift der Österreichischen Gesellschaft für Ordenskunde, Nr. 91, Wien, août 2013, p. 1-22.